# Ahlen
Ahlen (pronunciación en alemán: /ˈaːlən/ⓘ) es una localidad alemana del estado federado de Renania del Norte-Westfalia. Es el centro urbano más importante del distrito de Warendorf económicamente. La ciudad más adyacente a Ahlen es Hamm en el sureste. 

## Historia

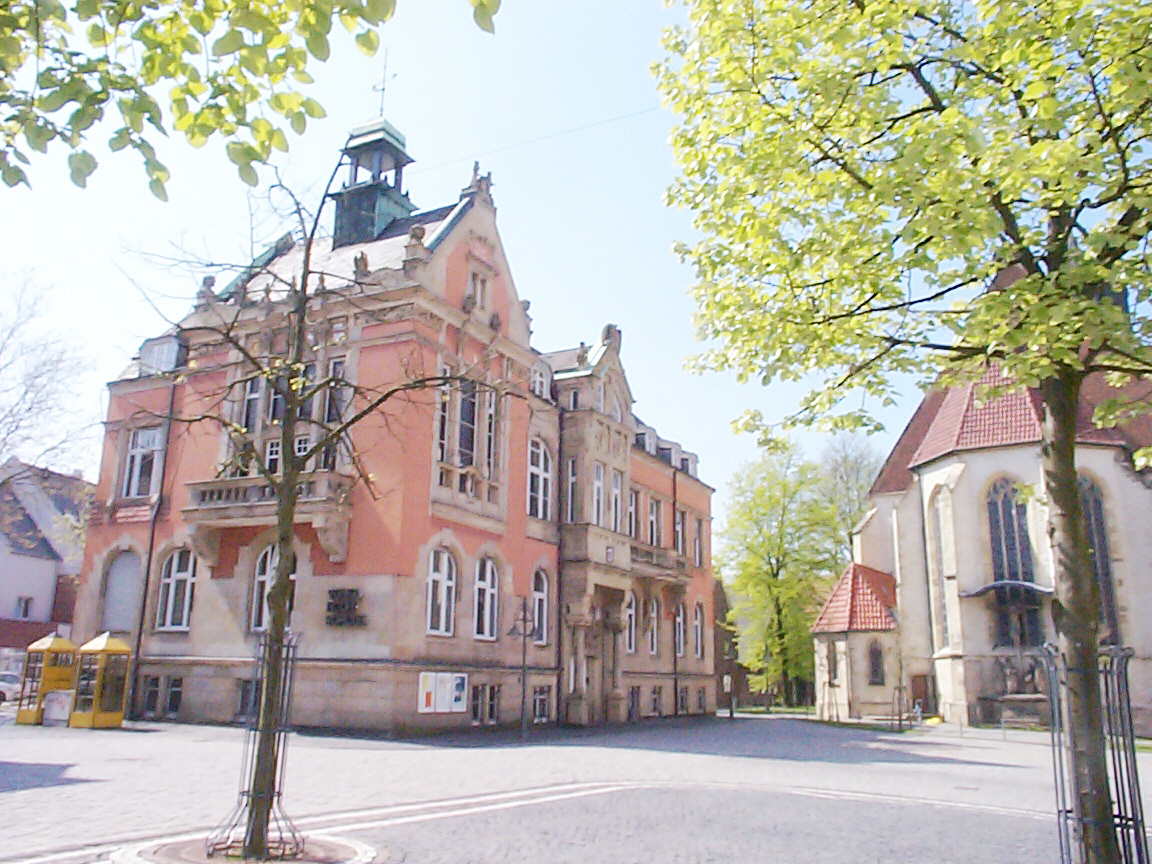
El antiguo edificio del ayuntamiento de Ahlen.

El nombre de este poblado fue mencionado por primera vez en el año 850; posteriormente en 1224, fue reconocido como una ciudad. Desde el siglo XIV hasta el siglo XVI perteneció a la Liga Hanseática.
En el siglo XVI, esta población sufrió tres epidemias de lepra; en 1505, 1551 y 1592. Ahlen también ha sufrido el efecto de los incendios en tres ocasiones; en 1483, 1668 y 1774.
Esta ciudad es miembro de una organización llamada Nueva Hansa, una unión de ciudades del norte de Europa fundada en 1980.